# Universidad Libre de Polonia
La Universidad Libre de Polonia (en polaco: Wolna Wszechnica Polska) fue fundada en 1918 en Varsovia como universidad privada. Contaba con departamentos de Matemáticas y Ciencias Naturales, Humanidades, Ciencias Políticas y Pedagogía Social.

## Historia
Desde 1929 sus títulos estuvieron equiparados a los universitarios.
En los años 1919-1939, la Universidad contó con unos 70-80 profesores. En el año académico 1938/39 tenía matriculados a unos 300 estudiantes. La Universidad organizó cursos clandestinos durante la ocupación alemana, pero tras la guerra no se reanudó su actividad.
En 1927, se estableció una sección en la ciudad de Łódź, que más adelante se fusionó con otras instituciones de enseñanza superior para formar la Universidad de Łódź.
La Universidad se disolvió en 1952. 

## Antecedentes
Con el nombre de Universidad Volante (en polaco: Uniwersytet Latający; en inglés: Flying University) se conoce una universidad clandestina que se mantuvo en funcionamiento entre 1885 y 1905 en Varsovia, controlada entonces por el Imperio Ruso. 
Alrededor de 1905-1906, la Universidad Volante estuvo en condiciones de iniciar actividades legales y se transformó en la Sociedad de Cursos Científicos (Towarzystwo Kursów Naukowych). Esta institución es la que, en 1918, cuando Polonia recuperó su independencia, se transformó en la Universidad Libre de Polonia).

## Rectores
- Ludwik Krzywicki 1919
- Stanisław Kalinowski 1919-1924
- Teodor Vieweger 1925-1939